# NEED
『NEED』（ニード）は、渋谷すばるの2枚目のフル・アルバム。2020年11月11日にWorld artから発売された。CD・レコードの発売に先駆け、同月6日には本作の収録曲全曲が各配信サイトにて先行配信された。

## 概要
- 前作『二歳』から約1年1か月振りのリリース。
- 本作はCD盤、アナログ盤の2形態で発売。
- 配信限定シングル「人」や、自身のYouTube内企画『あなぐらTV』にて制作された楽曲である「今日はどんな一日だった」「Earth Color」等、全11曲を収録[10]。
- アナログ盤には、トラックリストのM-1~3までをSIDE A、M-4~6をSIDE B、M-7~9をSIDE C、M-10~11をSIDE Dとし、2枚組で発売。
- 本作は、前作のアルバム『二歳』を携え、2020年1月28日から開催していた、ソロアーティストとして初のライブツアー『渋谷すばる LIVE TOUR 2020「二歳」』のうち、自身初の海外公演であった上海、台湾、香港公演、更に、自身初のソロ野外公演であった『渋谷すばる LIVE 2020「二歳と364日」』が、新型コロナウイルス「COVID-19」の感染拡大の影響で中止となり、その状況下で制作され、「日々状況や環境が変わっていく中でも変わるもの、変わらないもの。『どんな時でもただ目の前にある当たり前の日常を大切にしたい』」との想いが込められている[10]。
- 自身のファンクラブ「Shubabu」会員限定アイテムとして、「NEEDイラストTシャツ」や「NEEDすばるせっけん・ハンドタオルセット」、ワーナーミュージック・ダイレクト限定アイテムとして、「NEEDロゴTシャツ」や「NEEDエコバッグ」を本作に付属したスペシャル商品がそれぞれ販売された[12]。
- 2020年10月21日、本作の発売を記念したオンラインライブイベント『渋谷すばる Special Studio Session』が開催された[13][14][15]。
- 同年10月30日、本作収録曲の「風のうた」が各配信サイトにて先行配信された[11]。
  - 同年11月6日、同曲以外の本作に収録されている全曲が各配信サイトにて先行配信された[11]。

## 販売形態
- 発売日：2020年11月11日
  - CD盤（WPCL-13237：CD）
    - 紙ジャケット仕様

  - アナログ盤（WPJL-10128~29：2LP）

## チャート成績
- オリコンチャート
  - 初日18,886枚を売り上げ、2020年11月10日付の「オリコンデイリー CDアルバムランキング」で初登場3位を獲得した[1]。
  - 初週21,309枚を売り上げ、2020年11月23日付の「オリコン週間 CDアルバムランキング」で週間4位を獲得した[2]。
  - 初週21,487ptを記録し、2020年11月23日付の「オリコン週間 合算アルバムランキング」で週間4位を獲得した[3]。
  - 初週324ダウンロードを記録し、2020年11月16日付の「オリコン週間 デジタルアルバムランキング」で週間19位を獲得した[4]。
  - 累計22,110枚を売り上げ、2020年11月度「オリコン月間 CDアルバムランキング」で月間15位を獲得した[5]。
- Billboard JAPAN
  - 初週19,878枚を売り上げ、2020年11月18日公開の「Billboard Japan Top Albums Sales」で週間4位を獲得した[6]。
  - 2020年11月18日公開の「Billboard Japan Hot Albums」で週間5位を獲得した[7]。
  - 2020年11月11日公開の「Billboard Japan Download Albums」で週間16位を獲得した[8]。

## 収録曲
- 全作詞・作曲・編曲：渋谷すばる

1. Sing -a cappella- - [1:15]
2. Earth Color - [3:50]
  - 自身のYouTube内企画『あなぐらTV』の第2回にて制作された楽曲。
3. BUTT - [2:52]
4. Noise - [4:06]
5. 水 - [4:44]
6. 風のうた - [6:18]
  - 2020年10月30日に各配信サイトにて先行配信された[11]。
  - 2020年10月30日にMVが公開された[16]。
7. たかぶる - [4:15]
8. 今日はどんな一日だった - [3:50]
  - 自身のYouTube内企画『あなぐらTV』の第1回にて制作された楽曲。
9. 人 - [4:23]
  - 配信限定1stシングル
10. 素晴らしい世界に - [5:52]
  - 2020年9月26日にYouTubeチャンネル『blackboard』にて同曲を披露した[17]。尚、同映像では、楽器編成がアコースティック・ギターとキーボードのみの「blackboard version」を披露している。
11. Sing - [6:39]
  - 2020年11月6日にMVが公開された[18]。

## 収録作品

### 映像作品

#### ライブ映像
Sing -a cappella-
- 3rdアルバム『2021』（初回限定盤 特典DVD）

Earth Color
- 3rdアルバム『2021』（初回限定盤 特典DVD）

BUTT
- 3rdアルバム『2021』（初回限定盤 特典DVD）

水
- 3rdアルバム『2021』（初回限定盤 特典DVD）

風のうた
- 3rdアルバム『2021』（初回限定盤 特典DVD）

たかぶる
- 3rdアルバム『2021』（初回限定盤 特典DVD）
- 4thライブDVD『babu会 vol.2 2023.05.06 @Zepp Namba』

今日はどんな一日だった
- 3rdアルバム『2021』（初回限定盤 特典DVD）

人

素晴らしい世界に
- 3rdアルバム『2021』（初回限定盤 特典DVD）

## 関連ライブ
- 渋谷すばる Special Studio Session（2020年10月21日、全1公演）

- 渋谷すばる LIVE TOUR 2021「NEED」（2021年4月8日 - 5月28日、全13公演 ※公演中止）

- 渋谷すばる ONLINE LIVE 2021「NEED」（2021年4月23日、全1公演）

## 発売記念イベント
『渋谷すばる Special Studio Session』は、2020年10月21日に開催され、動画配信サイト『YouTube』で生配信された、本作のリリースを記念した渋谷すばるの無観客ライブイベント。

### 概要（発売記念イベント）
- 本イベントは、2020年10月21日に開催された、自身初の無料生配信イベントである[13][14][19][20][15]。
- 本イベントの模様は、自身の公式YouTubeチャンネルで無観客で無料生配信され、自身の楽曲をバンドメンバーとスタジオセッションするイベントとなっている[13][14][19][20][15]。
  - リアルタイムだけで3万人強の視聴者数を記録した[15]。
  - 配信媒体がYouTubeと言う事もあり、時折手持ちのタブレットで渋谷がコメントを読みつつ、スタジオセッションを行った[15]。
- 本イベントでは、本項アルバムの収録曲を中心に、全7曲を披露した[15]。
- 2022年9月現在、YouTubeでの本イベントの映像は公開されているが、DVD等の円盤化は一度もされていない。

### セットリスト（発売記念イベント）
1. たかぶる
2. ワレワレハニンゲンダ
3. アナグラ生活
4. 来ないで
5. 爆音
6. 風のうた
7. 素晴らしい世界に